# Deltote angulissima
Deltote angulissima is een vlinder van de familie van de uilen (Noctuidae). De wetenschappelijke naam van deze soort is voor het eerst voorgesteld als Eustrotia angulissima door Max Gaede in een publicatie uit 1935.
De soort komt voor in Zuid-Afrika.